# 윌리 브라운 (음악가)
윌리 리 브라운(Willie Lee Brown, 1899년 혹은 1900년 8월 6일~1952년 12월 30일)은 미국의 블루스 음악가다. 그는 로버트 존슨에게 영향을 주었으며, 델타 블루스의 탄생과 발전에 큰 영향을 미쳤다. 그는 찰리 패튼, 선 하우스, 로버트 존슨과 정기적으로 공연했으며 반주자 역할을 주로 맡았다.

## 생애
윌리 브라운은 일반적으로 1900년 8월 6일, 미시시피주 클라크스데일에서 태어난 것으로 알려져 있다. 그러나 밥 L. 이글과 에릭 S. 르블랑은 그가 1899년에 셸비에서 태어났다는 자료가 있다고 밝혔다. 그는 신원불명의 소작인의 아들로 태어났으며 10대 때 찰리 패튼에게 기타를 가르침 받았다. 찰리와 그는 1920년대 초까지 음악가로서는 협업하지 않았고, 이후로도 자주 공연하는 정도였으며 연주 방식에 대해 끊임없이 논쟁했다. 그는 제1차 세계 대전이 발발하기 전에는 선플라워군의 알렉스 피어맨 플랜테이션에서 소작인으로 일했다. 그는 소작인으로 일하는 동안 독특한 연주 방식을 개발했으며, 1916년엔 튜니카로 이주했다.
그는 키가 작은 편이라 리틀 윌리 브라운 혹은 리틀 빌로 불렸다. 그는 무어(Moore)와 처음 만난 직후 무어와 듀오를 이뤄 피어맨 플랜테이션 및 그곳 근처와 거리에서 활동했다. 무어는 그가 기타를 연주하며 노래하기를 좋아하지 않았다고 언급했다. 이후 1918년, 듀오는 미군에 징집되며 활동을 멈췄다. 하지만 전쟁은 기초 훈련을 받던 중 끝나버렸고 두 사람은 직업 음악가의 길로 들어섰다.
무어와 선 하우스는 그가 직업 음악가로 활동하며 술을 많이 마셨으며 취하면 “Old Cola”란 곡을 불렀다고 회상했다. 1920년대엔 자주 멤피스 미니(Memphis Minnie)와 활동했다. 윌리는 1930년 8월에 위스콘신주 그래프턴으로 가서 찰리 패튼, 선 하우스의 곡 작업에 참여했으며, 솔로로 본인의 노래가 담긴 곡들을 녹음했다. 솔로곡 중 “M & O Blues”, “Future Blues”의 사본만 발견되었다. 세션을 마친 후 그는 선 하우스와 곧 친구가 되었다. 세션 이후에도 그는 활동을 이어갔고 멤피스에서 선 하우스, 토미 존슨, 멤피스 미니와 활동했다. 그는 로버트 존슨과도 정기적으로 활동했다.
그는 1929년까지 미시시피주 드류에 살았으며, 같은 해부터 미시시피주 로빈슨빌에 살다가 1935년에 레이크 코모란트로 이사했다. 이후 1941년 8월 28~31일경, 레이크 코모란트 근처의 클라크 스토어에서 피들린 조 마틴, 선 하우스, 리로이 윌리엄스와 곡들을 녹음했다. 이 세션에서 그는 솔로로 “Make Me A Pallet On The Floor”를 녹음했다. 세션이 끝나고 그는 사실혼 관계던 애니 리 브라운과 함께 튜니카로 돌아가 소작인으로 일했다. 1952년에 잠시 로체스터에서 선 하우스와 활동했으나, 곧 튜니카로 돌아왔다. 1952년 12월 30일, 튜니카에서 심한 알코올 의존증으로 인한 관상 동맥 혈전증으로 사망했다. 사후 미시시피주 프리차드의 굿 셰퍼드 묘지에 안장됐다.

## 생애에 관한 주장
- 음악학자 데이비드 에반스(David Evans)는 그가 1911년에 조시 밀스란 기타리스트와 결혼했고, 드류 근처에서 찰리 패튼 등과 같이 연주하고 노래했다고 기록했다.[8] 그러나 정보의 일관성 문제로 게일 딘 워드로우, 스티브 칼트는 이 윌리 브라운은 동명이인인 것으로 보았다.[9]
- 그가 1929년 신원불명의 기타리스트와 2곡을 녹음한[10] 키드 베일리와 동일인이라는 주장이 있다. 선 하우스, 데이비드 에반스는 동일인으로 여겼고, 윌리 영은 동일인이 아니라고 생각한 것 같다.[4] 맨디 위그햄은 서로가 서로를 모방한 것 같다고 말했으며, 엘리자베스 무어는 둘이 다른 인물이란 증언을 했다.[11]